# UFC Fight Night: Condit vs. Alves
UFC Fight Night: Condit vs. Alves è stato un evento di arti marziali miste tenuto dalla Ultimate Fighting Championship svolto il 30 maggio 2015 al Goiânia Arena di Goiânia, Brasile.

## Retroscena
Questo fu il secondo evento organizzato dalla UFC a Goiânia, dopo l'evento UFC Fight Night: Belfort vs. Henderson svolto il 9 novembre del 2013.
Nel main event della card si sfidarono, nella categoria dei pesi welter, l'ex campione ad interim dei pesi welter WEC e UFC Carlos Condit e il veterano Thiago Alves.
L'incontro tra TJ Waldburger e Wendell Oliveira venne inizialmente organizzato per l'evento UFC Fight Night 61. Tuttavia, il match venne cancellato a causa dello svenimento da parte di Waldburger che svenne per l'eccessivo taglio di peso. L'incontro doveva svolgersi per questo evento, ma per una ragione sconosciuta Waldburger venne rimosso dalla card il 19 maggio per poi essere sostituito dal nuovo arrivato Darren Till.
Gilbert Burns avrebbe dovuto affrontare Norman Parke. Tuttavia, Burns venne rimosso dalla card a causa di un infortunio e rimpiazzato da Francisco Trinaldo.
Il match tra Renato Moicano e Mirsad Bektić venne cancellato a fine aprile, a causa di un infortunio al ginocchio subito da Moicano. Al suo posto venne inserito Lucas Martins.
Jessica Penne doveva affrontare Juliana Lima. Tuttavia, il 1º maggio, la Penne venne spostata in un altro match valido per il titolo dei pesi paglia UFC detenuto dalla polacca Joanna Jędrzejczyk. Al suo posto venne inserita la nuova arriva Ericka Almeida.
Yan Cabral, che doveva affrontare KJ Noons, contrasse la febbre dengue. Al suo posto venne inserito Alex Oliveira.

## Risultati
|                  | Divisione         |                    |                 |                           | Metodo                                      | Round           | Tempo           | Premio          |
| Card Principale  | Card Principale   | Card Principale    | Card Principale | Card Principale           | Card Principale                             | Card Principale | Card Principale | Card Principale |
| ---------------- | ----------------- | ------------------ | --------------- | ------------------------- | ------------------------------------------- | --------------- | --------------- | --------------- |
|                  | Pesi Welter       | Carlos Condit      | batte           | Thiago Alves              | KO Tecnico (stop medico)                    | 2               | 5:00            |                 |
|                  | Pesi Piuma        | Charles Oliveira   | batte           | Nik Lentz                 | Sottomissione (ghigliottina)                | 3               | 1:10            | FOTN + POTN     |
|                  | Pesi Welter       | Alex Oliveira      | batte           | K.J. Noons                | Sottomissione (rear-naked choke)            | 1               | 2:51            |                 |
|                  | Pesi Mediomassimi | Francimar Barroso  | batte           | Ryan Jimmo                | Decisione unanime (30-27, 30-27, 29-28)     | 3               | 5:00            |                 |
|                  | Pesi Leggeri      | Francisco Trinaldo | batte           | Norman Parke              | Decisione non unanime (29-28, 28-29, 29-28) | 3               | 5:00            |                 |
|                  | Pesi Welter       | Darren Till        | batte           | Wendell Oliveira          | KO (gomitate)                               | 3               | 5:00            |                 |
| Card Preliminare |                   |                    |                 |                           |                                             |                 |                 |                 |
|                  | Pesi Piuma        | Rony Jason         | batte           | Damon Jackson             | Sottomissione (strangolamento a triangolo)  | 1               | 3:31            | POTN            |
|                  | Pesi Mosca        | Jussier Formiga    | batte           | Wilson Reis               | Decisione unanime (29-28, 29-28, 29-28)     | 3               | 5:00            |                 |
|                  | Pesi Welter       | Nikolas Dalby      | batte           | Elizeu Zaleski dos Santos | Decisione non unanime (29-28, 28-29, 29-28) | 3               | 5:00            |                 |
|                  | Pesi Piuma        | Mirsad Bektić      | batte           | Lucas Martins             | KO Tecnico (pugni)                          | 2               | 0:30            |                 |
|                  | Pesi Paglia (F)   | Juliana Lima       | batte           | Ericka Almeida            | Decisione unanime (30-27, 30-27, 30-25)     | 3               | 5:00            |                 |
|                  | Pesi Welter       | Tom Breese         | batte           | Luiz Dutra                | KO Tecnico (pugni)                          | 1               | 4:58            |                 |

## Premi
I lottatori premiati ricevettero un bonus di 50.000 dollari.
Legenda:
- FOTN: Fight of the Night (vengono premiati entrambi gli atleti per il miglior incontro dell'evento)
- POTN: Performance of the Night (viene premiato il vincitore per la migliore performance dell'evento)

## Incontri Annullati
|  | Divisione       |                  |        |               | Motivo                                  |
|  | --------------- | ---------------- | ------ | ------------- | --------------------------------------- |
|  | Pesi Welter     | Wendell Oliveira | contro | TJ Waldburger | Waldburger venne rimosso dalla card     |
|  | Pesi Leggeri    | Norman Parke     | contro | Gilbert Burns | Burns subì un infortunio                |
|  | Pesi Piuma      | Renato Moicano   | contro | Mirsad Bektić | Moicano subì un infortunio              |
|  | Pesi Paglia (F) | Jessica Penne    | contro | Juliana Lima  | Penne venne spostata in un altro evento |
|  | Pesi Welter     | Yan Cabral       | contro | KJ Noons      | Cabral si ammalò di dengue              |